# Cimetière catholique de Sainte Marie
Le cimetière catholique de Sainte Marie est situé dans le quartier Kensal Green de Londres. Établi en 1858, il a une superficie de 12 hectares et est juxtaposé au cimetière de Kensal Green, plus grand mais de confession protestante. Dans le cimetière Sainte-Marie, plus de 165 000 personnes sont enterrées.
Dans ce cimetière sont enterrés les soldats belges blessés au combat mais morts à l'hôpital. Un mémorial y est dressé.

## Personnalités enterrés dans ce cimetière
- John Barbirolli (1899-1970), chef d'orchestre
- Marmaduke Barton (1865-1938), pianiste
- Louis-Lucien Bonaparte (1813-1891), sénateur et philologue
- Louis-Clovis Bonaparte (1859-1894), ingénieur civil, fils unique du précédent
- William Pitt Byrne (1806-1861), journaliste, propriétaire du Morning Post
- George Carman (1929-2001), avocat
- Ada Cavendish (1839-1895), actrice
- Jean-Baptiste Dasconaguerre, écrivain basque
- Eduardo de Martino (1838-1912), peintre italien de navires de guerre et de batailles navales
- Régine Flory (1890-1926),  danseuse et chanteuse, artiste de music-hall française.
- Thomas Crean (1873-1923), rugbyman
- Charles James Fox (1799-1874), médecin
- Gilbert Harding (1907-1960), journaliste
- Josef Jakobs (1898-1941), espion allemand
- Andrzej Kowerski (Andrew Kennedy) (1912-1988), soldat polonais agent du SOE
- Danny La Rue (1927-2009), chanteur et transformiste
- Henry Edward Manning (1808-1892), cardinal
- Vincent McNabb (1868 – 1943), prêtre et professeur irlandais
- Alice Meynell (1847-1922), poète et essayiste
- Christopher Sclater Millard (1872–1927), auteur
- Victoria Monks (1884–1927), chanteuse
- T. P. O'Connor (1848-1929), journaliste et politicien irlandais
- Luke O'Connor (1831-1915), Major-général
- Carlo Pellegrini (1839-1889), caricaturiste dans Vanity Fair
- James Henry Reynolds (1844-1932), Lieutenant-colonel
- Sax Rohmer (1883-1959), écrivain, créateur de Fu Manchu
- Mary Seacole (1805-1881) infirmière jamaïcaine durant la guerre de Crimée
- Krystyna Skarbek (Christine Granville) (1915-1952), agent du SOE
- Clarkson Frederick Stanfield (1793-1867), peintre
- Francis Thompson (1859-1907), poète et critique littéraire
- Louis Wain (1860-1939), peintre
- Nicholas Wiseman (1802-1865), cardinal